# 诺威奇镇 (纽约州)
诺威奇（英語：Norwich）是位于美国纽约州希南戈县的一个镇，地处希南戈县东部。诺威奇市为该镇所包围。2010年美国人口普查时，该镇有3998人。最初的定居者于1788年左右到达这里。1793年，诺威奇镇从联合镇（现隶属于布鲁姆县）与班布里奇镇分出，正式建立。